# Mozarts Star
Mozarts Star war ein Haustier von Wolfgang Amadeus Mozart, das von 1784 bis zu seinem Tod am 4. Juni 1787 beim Komponisten lebte. Der Vogel gehörte zur Art Star.

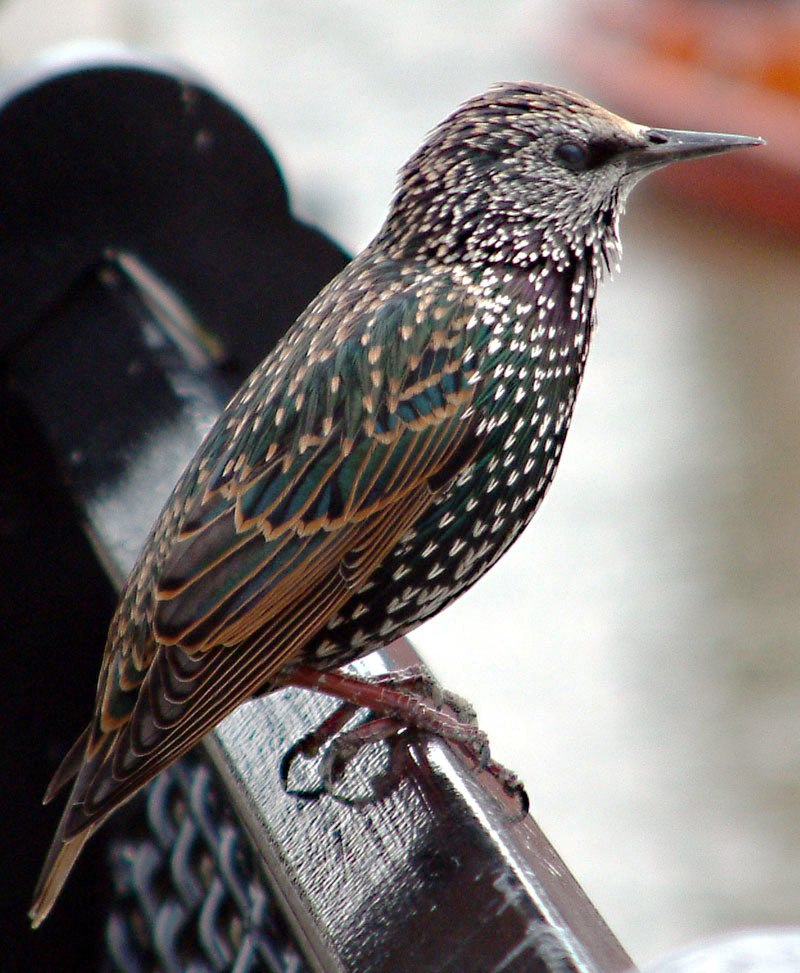
Gemeiner Star, Sturnus vulgaris

## Erste Begegnung
Wie Mozart in seinem Ausgabenbuch vermerkt, kaufte er am 27. Mai 1784 einen Vogel Stahrl für 34 Kreuzer. In seinem Käfig zwitscherte der Vogel eine leicht abgewandelte Version aus dem dritten Satz von Mozarts 17. Klavierkonzert:
Die Audiowiedergabe wird in deinem Browser nicht unterstützt. Du kannst die Audiodatei herunterladen.
In seinem Haushaltsbuch notierte Mozart dazu: „Das war schön!“
Gemäß Mozarts Aufzeichnung fügte der Star auf dem hohen G am Abschluss des ersten Taktes eine Fermate hinzu und änderte im nächsten Takt die beiden Gs zu einem Gis. Mozarts Version:
Die Audiowiedergabe wird in deinem Browser nicht unterstützt. Du kannst die Audiodatei herunterladen.
Die beiden amerikanischen Psychologen und Gehirnforscher Meredith J. West und Andrew P. King vermuten, dass Mozart eine vom Star gesungene Melodie nachkomponiert bzw. korrigiert und im Klavierkonzert verwendet habe. Eine Untersuchung des zeitlichen Ablaufs ergibt in der Tat, dass Mozart den Star am 27. Mai kaufte, während das Klavierkonzert in G-Dur KV 453 erst am 10. Juni 1784 zur Uraufführung gelangte. Fertig komponiert war es gemäß Mozarts handschriftlichem Eintrag auf der originalen Partitur allerdings schon am 12. April.

## Tod und Begräbnis
Der Singvogel lebte bei Familie Mozart drei Jahre als Haustier, bis zu seinem Tod am 4. Juni 1787, einige Tage nachdem Mozarts Vater Leopold Mozart gestorben war. Nach den Aufzeichnungen von Georg Nikolaus Nissen, dem zweiten Ehemann von Mozarts Ehefrau Constanze, wurde die Grablegung des Vogels feierlich begangen. Durch den Garten der Familie Mozart zog ein Leichenzug mit schwarz gekleideten Gestalten, dazu die Klänge eines Requiems. In einer Nische des Gartens sammelte sich die Trauergemeinde vor einem kleinen Grabmal. Mozart trug das folgende, von ihm verfasste Gedicht vor:
Hier ruht ein lieber Narr,

Ein Vogel Staar.

Noch in den besten Jahren

Mußt er erfahren

Des Todes bittern Schmerz.

Mir blut't das Herz,

Wenn ich daran gedenke.

O Leser! schenke

Auch du ein Thränchen ihm.

Er war nicht schlimm;

Nur war er etwas munter,

Doch auch mitunter

Ein lieber loser Schalk,

Und drum kein Dalk.

Ich wett', er ist schon oben,

Um mich zu loben

Für diesen Freundschaftsdienst

Ohne Gewinnst.

Denn wie er unvermuthet

Sich hat verblutet,

Dacht er nicht an den Mann,

Der so schön reimen kann.

## Hintergrund
Mozarts erster Biograph Franz Xaver Niemetschek berichtet: „Thiere und insbesondere Vögel liebte er sehr.“
Schon als 14-Jähriger, auf einer Reise mit seinem Vater, erkundigte sich Mozart in einem Brief aus Neapel am 19. Mai 1770 an seine Schwester Nannerl in Salzburg: „Schreibe mir, wie es dem Canari geht, singt er noch? pfeift er noch?“ – Im Januar oder Februar 1775 schrieb Nannerl aus München in Begleitung ihres Vaters und ihres Bruders an ihre Mutter in Salzburg: „wir befinden uns ganz gut, gott seÿe gedanckt. ich hoffe die mama werde sich auch wohl auf befinden. à propos lebet der canari, die maisen, und der Rothkropf noch, oder haben sie die vögeln verhungern lassen.“